# OVER THE 9
『OVER THE 9』（オーバー・ザ・ナイン）は吉川晃司の20枚目のスタジオ・アルバム。
2022年11月2日にワーナーミュージック・ジャパンよりリリースされた。

## 概要
前作『WILD LIPS』以来、約6年半ぶりのオリジナル・アルバム。それぞれタイアップ楽曲となった「Over The Rainbow」「The Last Letter」「Lucky man」「ソウル・ブレイド」の4曲の他、全12曲を収録。
本作のタイトルには『不十分な状況を超えていく』という意味が込められている。
本作発売に先駆け、2022年10月14日にレコーディング映像が公開された。
2023年1月25日には、完全生産限定盤としてLPレコード仕様で発売された。

## 収録曲

### CD
- サウンド・プロデュース：菅原弘明
- 全作曲：吉川晃司

1. ソウル・ブレイド
  - 作詞：Jam

WOWOW『ラグビーテストマッチ2022オータム・ネーションズシリーズ』テーマソング[2][3][4][5]。
本作発売に先駆け、2022年10月14日に先行配信された[6][7][6][8]。また、同日に2021年に開催された『オータム・ネーションズシリーズ2021』のスーパープレーを振り返るスペシャルムービーが公開された[8]。
2. BLOODY BLACK (Album Version)
  - 作詞：Jam

NHK BSプレミアム・BS4K『フランケンシュタインの誘惑 科学史 闇の事件簿』オープニングテーマであり、2020年10月29日に配信限定シングルとしてリリースされた[10]。本作にはアルバムバージョンとして収録されている。
3. Over The Rainbow
  - 作詞：吉川晃司・Jam

水球日本代表ポセイドンジャパン応援ソング[11][12]。本作で初の音源化となる[2][3][4][5]。日本水泳連盟から正式に「水球日本代表Poseidon Japan公式応援ソング」として認定されている[11][12][13]。
2016年発売のアルバム『WILD LIPS』リリース時にNHK総合「SONGS」に出演し、リオデジャネイロオリンピック目前のポセイドンジャパンの選手や監督と対面し、応援ソングの制作をオファーされ、同年に開催されたツアー『KIKKAWA KOJI Live 2016 “WILD LIPS” TOUR』中に制作が進められ、レコーディングされた[11][12][13]。また、同ツアーの8月27日と8月28日の東京体育館公演で初披露した[14][15]。
4. まだ愛のために
  - 作詞：松井五郎
5. ギムレットには早すぎる
  - 作詞：吉川晃司・Jam

松岡充に提供したアニメ『風都探偵』の主題歌「罪と罰とアングラ」の歌詞を再構築している[6][7]。
本作発売に先駆け、2022年10月21日に先行配信された[16]。
6. 風が呼んでいる
  - 作詞：松井五郎
7. タイトロープ・ダンサー
  - 作詞：Jam
8. Lucky man
  - 作詞：松井五郎

カルビー「かっぱえびせん」Web限定CMソング[17][18]。2020年2月7日に配信限定シングルとしてリリースされ[17][18]、 4月6日にミュージック・ビデオが公開された[19][20]。
タイアップ先への書き下ろしであり、CMのキャッチコピー『やめられない、とまらない』をテーマとし、アレンジした楽曲となっている[17][18]。
9. One Side Liar
  - 作詞：松井五郎・吉川晃司
10. The Last Letter (Album Version)
  - 作詞：Jam

映画『劇場版 マジンガーZ / INFINITY』主題歌[21][22]。2018年1月10日に配信限定シングルとしてリリースされ[23]、同年1月20日・21日に開催された『KIKKAWA KOJI LIVE 2018 “Live is Life”』武蔵野の森総合スポーツプラザ公演の会場では、CDシングルが限定販売された[24]。本作には新録バージョンで収録されている[2][3][4][5]。
11. 焚き火
  - 作詞：松井五郎

カンテレ・フジテレビ系ドラマ『探偵・由利麟太郎』エンディングテーマであり、2020年6月16日に配信限定シングルとしてリリースされた[25][26]。
歌詞は2行であり、全編がほぼスキャットで歌唱されている[25][26]。
12. Brave Arrow
カンテレ・フジテレビ系ドラマ『探偵・由利麟太郎』メインテーマであり、2020年6月16日に配信限定シングルとしてリリースされた[25][26]。インストゥルメンタル曲である[25][26]。

### CD（初回生産限定盤のみ）
2022年5月1日、2日にLINE CUBE SHIBUYAで行われた『KIKKAWA KOJI Premium Night "Guys and Dolls" presented by WOWOW 『INVITATION』』より、ライブ音源を収録。
同公演で演奏された「Dream On」、「ポラロイドの夏」、「ロスト チャイルド」、「The Gundogs」、「Black Corvette '98」、「アクセル」、「BOY'S LIFE」、「KISSに撃たれて眠りたい」は本作には未収録となった。
1. Virgin Moon
2. 心の闇（ハローダークネス）
3. No No サーキュレーション
4. 雨上がりの非常階段
5. RAIN-DANCEがきこえる
6. MISS COOL
7. Mis Fit
8. In a sentimental mood
9. サイケデリックHIP
10. HEART∞BREAKER
11. LA VIE EN ROSE
12. この雨の終わりに